# Egipatsko vino
Egipatska proizvodnja vina ima dugu tradiciju koja datira još od 3. milenijuma pre nove ere. Moderna vinska industrija je relativno malog obima, ali je došlo do značajnih koraka ka oživljavanju industrije. Krajem devedesetih godina prošlog veka industrija je pozvala međunarodne stručnjake u pokušaju da se poboljša kvalitet egipatskog vina, koje je nekada bilo poznato po lošem kvalitetu. Poslednjih godina egipatska vina su dobila određena priznanja, osvojivši nekoliko međunarodnih nagrada. Egipat je 2013. proizveo 4.500 tona vina, zauzimajući 54. mesto u svetu, ispred Belgije i Ujedinjenog Kraljevstva.

## Klima
Visoke prosečne temperature i slabe padavine predstavljaju veliki izazov za egipatske proizvođače grožđa. Da bi prevazišli ove poteškoće, vinogradi u Egiptu primenjuju inovativna rešenja, kao što su korišćenje pergola za osenčivanje biljaka i palmi da bi ih zaštitili od vetrova, kao i transport žetve u hladnjačama.
Pre izgradnje Asuanske visoke brane, godišnje poplave Nila obezbeđivale su plodno i hidratizovano zemljište za vinovu lozu, a stabilni vremenski uslovi učinili su je konkurentnom lokacijom za uzgoj vinskog grožđa. Nakon izgradnje brane 1970. godine, godišnje poplave su prestale. Danas vinogradi u Egiptu koriste navodnjavanje kap po kap kako bi nadoknadili nedostatak kiše.